# NGC 3662
NGC 3662 is een balkspiraalstelsel in het sterrenbeeld Leeuw. Het hemelobject werd op 22 februari 1784 ontdekt door de Duits-Britse astronoom William Herschel.

## Synoniemen
- UGC 6408
- MCG 0-29-25
- ZWG 11.86
- IRAS 11211-0049
- PGC 34996